# 射流 (流体)

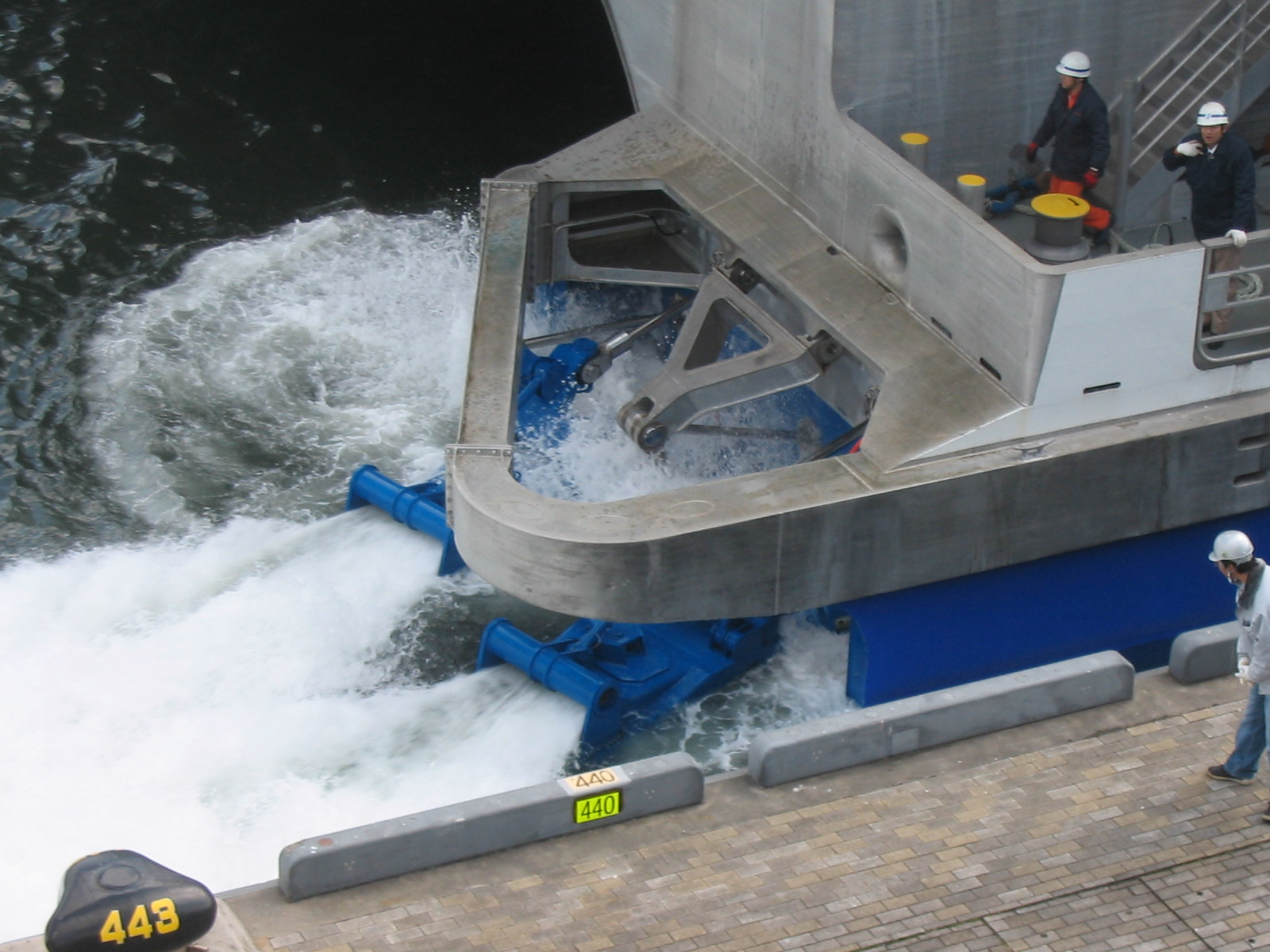
渡轮上的喷水推进器产生的射流。

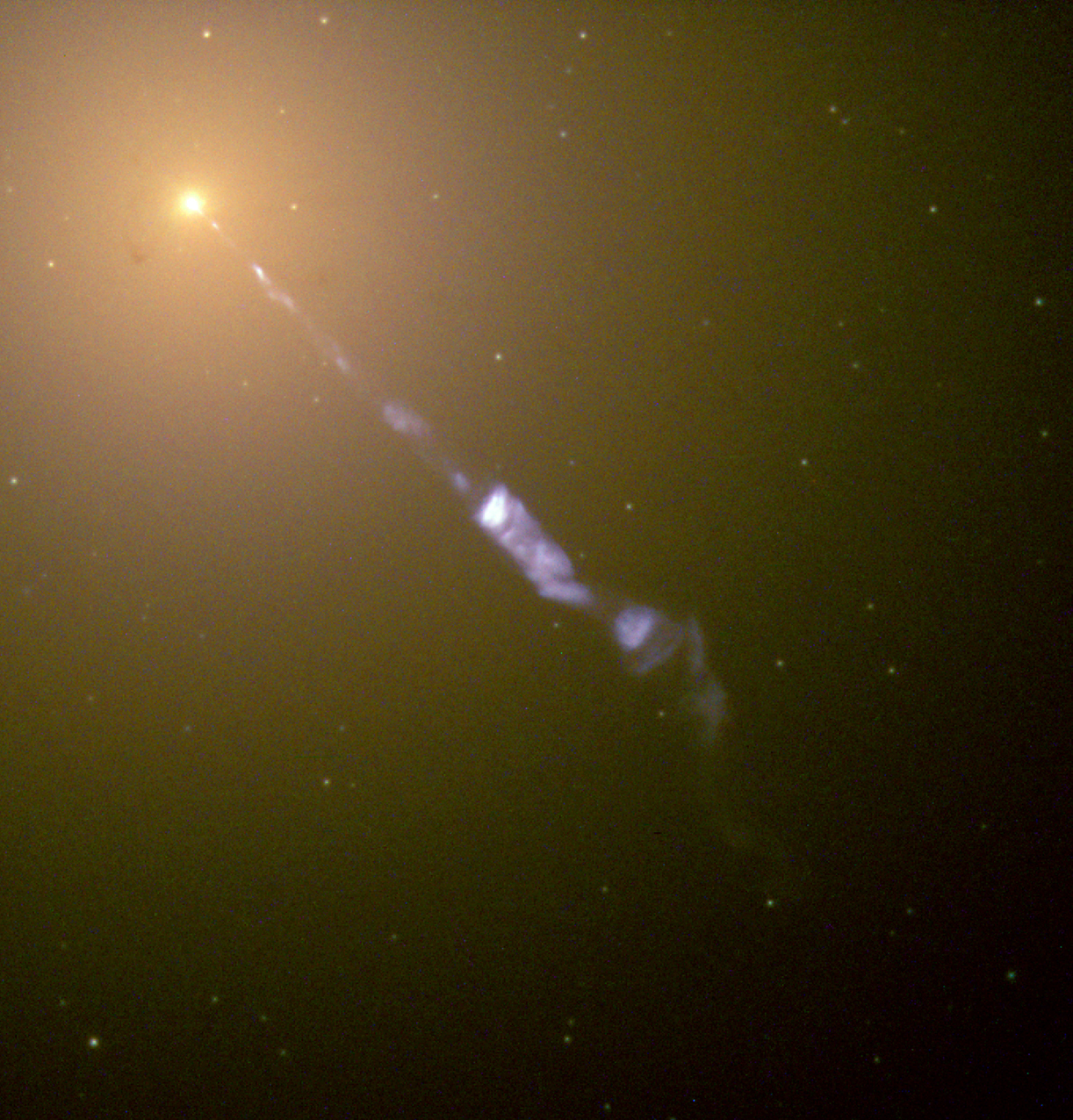
哈勃太空望远镜观测到的从M87星系喷出的相对论速度射流。

射流（jet，fluid jet）又称喷流，是喷射到周围介质中的束状流体，通常来自某种喷嘴、孔或孔口。 射流可以前进很长距离而不耗散。
与周围的流体介质相比，射流流体具有更高的动量。如果射流周围的介质与射流由相同的流体组成，并且该流体具有粘度，则周围流体会在称为卷吸的过程中被射流携带前进。 

## 应用
液体射流在许多不同的领域都有应用。比如在日常生活中，它们产生自水龙头、花洒和喷雾罐。在农业中，它们在灌溉和作物保护产品的使用中发挥作用。在医学领域，注射和吸入器也会产生液体射流。工业上，液体射流用于水刀、涂布材料或冷却塔。雾化液体射流对于内燃机的效率至关重要。它们在研究中也起着至关重要的作用，例如在蛋白质，相变，物质的极端状态，激光等离子体和高次谐波的产生的研究中，以及在粒子物理实验中。 还有一些动物，尤其是头足类动物，靠喷水推进来移动。
在火箭发动机和喷气发动机中存在气体射流。人们还研究微观液体射流在无创透皮药物输送中的潜在应用。 